# NGC 7437
NGC 7437 (również PGC 70131 lub UGC 12270) – galaktyka spiralna (Scd), znajdująca się w gwiazdozbiorze Pegaza. Odkrył ją Lewis A. Swift 31 października 1885 roku. Jest to galaktyka o niskiej jasności powierzchniowej.